# Chastnaya zhizn
Chastnaya zhizn é um filme de drama soviético de 1982 dirigido e escrito por Yuli Raizman e Anatoli Grebnev. Foi indicado ao Oscar de melhor filme estrangeiro na edição de 1983, representando a União Soviética.

## Elenco
- Mikhail Ulyanov - Sergei Nikitich Abrikosov
- Iya Savvina - Natalia Ilinichna
- Irina Gubanova - Nelli Petpovna
- Tatyana Dogileva - Vika
- Aleksei Blokhin - Igor
- Elena Sanayeva - Marina
- Liliya Gritsenko - Marya Andreevna
- Yevgeni Lazarev - Viktor Sergeyevich Petelin